# Ludwig Baum (Politiker)
Ludwig Baum (* 7. Februar 1800 in Fürfeld; † nach 1871) war ein deutscher Politiker, Bürgermeister von Fürfeld und ehemaliger Abgeordneter der 2. Kammer der Landstände des Großherzogtums Hessen.

## Leben
Ludwig Baum war der Sohn des Bauern Andreas Baum und dessen Frau Susanne Maria geborene Arnold. Am 19. August 1827 heiratete Ludwig Baum, der evangelischer Konfession war, in Fürfeld Elisabeth Margaretha geborene Lahr. Er arbeitete als Landwirt in seinem Heimatort.
Ludwig Baum war von 1845 bis 1871 Bürgermeister von Fürfeld. In der 15. und 16. Wahlperiode (1856–1862) war er Abgeordneter der zweiten Kammer der Landstände des Großherzogtums Hessen. In den Landständen vertrat er den Wahlbezirk Rheinhessen 2/Sprendlingen-Wöllstein.